# Грифид ап Мадог
Грифид ап Мадог (валл. Gruffydd ap Madog) (умер в 1269 году) — король Поуис Вадога (1236—1269).

## Биография

### Правление
Грифид был старшим сыном Мадога и его жены Гуладис, которая была праправнучкой Иестина Морганнугского.
В 1236 году умер Мадог ап Грифид Майлор, и его владения сразу же были поделены между его сыновьями. Главным среди них был Грифид, так как он был старшим из всех. В 1238 году умер его брат Грифид Йельский, после чего его земли были присоединены.
Грифид женился на Эмме, которая была дочерью Генриха д’Олдитли и Бертред Майнваринг. До этого Эмма успела овдоветь.
Грифид находился в состоянии вассала по отношению к Генриху Английскому, иногда становился союзником Лливелина Гвинедского. В 1256 году умер Маредид, брат Грифида. А в 1269 году умер Хивел, в том же году, причем в один день, умерли Мадог и сам Грифид. Его земли были разделены между его сыновьями.

### Дети
В браке с Эммой д’Олдитли, родились следующие дети:
- Мадог, правитель Поуис-Вадога
- Лливелин, правитель Кинллайта
- Оуайн, правитель Кинллайта
- Грифид, правитель Эдейрниона
- Анхарад, замужем за Уильямом ле Ботилье